# 390 km (obwód twerski)
390 km (ros. 390 км) – przystanek kolejowy w miejscowości Ulin, w rejonie zapadnodwińskim, w obwodzie twerskim, w Rosji. Położony jest na linii Moskwa - Siebież.